# Antimonumenta (Ciudad de México)
Una antimonumenta fue instalada frente al Palacio de Bellas Artes, en la Ciudad de México, el 8 de marzo de 2019, fecha en que se conmemora el Día Internacional de la Mujer, durante la marcha anual de mujeres que protestan contra la violencia de género.
La escultura recibió el nombre simbólico de Antimonumenta y desde entonces ha inspirado antimonumentos similares en todo el país, incluido el de Guadalajara, Jalisco y el de Morelia, Michoacán. La construcción de una antimonumenta simboliza la exigencia de justicia para las mujeres que sufren violencia en el país.

## Historia e instalación
La Antimonumenta fue erigida el 8 de marzo de 2019 en la Avenida Juárez, frente al Palacio de Bellas Artes de la Ciudad de México, durante la marcha anual el Día Internacional de la Mujer de mujeres que protestaban contra la violencia de género. La instalación de la estructura duró más de dos horas y fue costeada por familiares de víctimas de feminicidio, colectivos feministas y organizaciones de la sociedad civil.

Según las activistas:
«Este antimonumento es para recordar que sigue sin haber justicia para las mujeres en México, que seguimos desapareciendo y que nos siguen matando. No nos vamos a callar».
Luego de su instalación, integrantes del grupo organizaron un plantón alrededor de la Antimonumenta durante los días siguientes, para garantizar su protección e impedir su traslado por parte de la policía de la ciudad.
Días después, colectivos de mujeres contra el feminicidio y la violencia lanzaron una petición en Change.org dirigida al presidente del país, Andrés Manuel López Obrador, a la jefa de Gobierno de la ciudad, Claudia Sheinbaum, a la Oficina en México del Alto Comisionado de las Naciones Unidas para los Derechos Humanos (ACNUDH); y ONU Mujeres México, para que la Antimonumenta no fuera retirada.
El 8 de marzo de 2020, la marcha de mujeres comenzó en el Monumento a la Revolución y finalizó en la Antimonumenta, donde se leyó una lista de nombres de víctimas de feminicidio y se guardó silencio por ellas. La noche del 24 de noviembre de 2020, en vísperas del Día Internacional de la Eliminación de la Violencia contra la Mujer, familiares de víctimas de feminicidio se reunieron y manifestaron en la Antimonumenta, cerrando la Avenida Juárez durante aproximadamente una hora.

## Descripción y significado
La Antimonumenta está pintada de violeta y rosa y está representada con el símbolo de la lucha feminista, que se basa en el símbolo de Venus con un puño en alto en el centro. En el feminismo, el color violeta representa «lealtad, constancia hacia un propósito [y] firmeza inquebrantable hacia una causa». Según los instaladores, representa a las víctimas de feminicidio en el país y simboliza las injusticias e inacciones cometidas por las autoridades.
Se trata de una escultura de metal en cuya parte superior tiene escrito en español, con letras mayúsculas de color rosa: «En México asesinan a 9 mujeres diariamente», mientras que en el brazo de la cruz está escrito «¡Ni una más!». En el lado opuesto, la Antimonumenta dice «Exigimos alerta nacional de género», y en la parte central «No + Femicidios».
La escritora Francesca Gargallo dijo que «desafía a todos, porque las mujeres somos la mitad de cualquier sociedad o pueblo, y cuando la mitad de la gente se ve afectada, la mitad de la gente puede decir basta y exigir [justicia]».